# 水城まさひと
水城 まさひと（みずき まさひと、1964年1月11日 - ）は、日本の漫画家。血液型はB型。主に4コマ漫画を執筆する。

## 概要

### 履歴
アニメ製作会社タマ・プロダクションにセル画塗りのアルバイトから正式に入社しアニメーターとなる。タマ・プロダクションでのセル塗りの初仕事は『イタダキマン』の最終回で外国アニメの仕事などを担当、D社の製作していた人魚姫アニメの米国テレビ放映版などが代表作と自作品単行本の後書きマンガで述べている。体調を崩し、タマ・プロダクションを退社。
1993年 芳文社の雑誌『まんがタイムラブリー』でデビュー。
2006年 代表作『エン女医あきら先生』がドラマCD化。

### 備考
- タマプロダクション時代の作画監督である西城隆詞と水村十司を師と仰いでおり、ペンネームの『水城』は両人に由来する。
- 元アニメーターであるだけにアニメ・特撮業界にある程度の交友関係を持ち、石森プロにも友人を持つ。
- 他者（特にヒーロー・ヒロインもの）作品に登場するキャラクターの模写がプライベート上での趣味と述べており、同時にそれを自己流にアレンジしたキャラクターを自作内に登場させる、一種の内輪ネタ的な『お遊び』を好む。

### 作品傾向
現在において発表されている全作品は全て同一世界の出来事として執筆されており、かなりの頻度でハイパーリンクやスター・システムが多用されている。そのため、現在連載中の作品にも過去に連載した作品のキャラクターが出演する。また、連載作品間で内容が相互的に影響しあう時も幾許かある。
出演例
- 『あきら先生』の主人公「日向旻」と『スランプ占い』の主人公「叶のぞみ」は、高校時代の同級生で、現在でも交流がある。
- 『あつむトイタウン』の主人公「鳴美鐘」は『あきら先生』に登場する「鈴緒響」の妹である。また、彼女らの祖母であり『あつむトイタウン』の主舞台・トイタウン都夢のオーナーである「鳴美澄江」は、本業が占い師で、「叶のぞみ」の占いの師匠の師匠（すなわち大師匠）に当たる。
- 『おひまで署』に出て来る日間出署の刑事たちは『スランプ占い』の主舞台・喫茶ウエスタンの常連客である。
- 『あきら先生』の主舞台・悠明総合病院は日間出署の管轄内にあるため、事件が起こると『おひまで署』の面々が捜査や指導に来る。
- 『あきら先生』に登場する劇中劇「マスク・ヒーロー シリーズ」（前述した作者の趣味により創作されたキャラクター群で、元ネタは仮面ライダーシリーズ）は次作である『あつむトイタウン』にも引き続き登場し、シリーズ作数を重ね続けている。
- 「叶のぞみ」が愛用する鞄を作っている「かばんの鳴梨」の主人は、市のおもちゃ病院のボランティアドクターとして、トイタウン都夢と協力関係にある。

## 作品リスト

### 連載終了作品
- あつむトイタウン（まんがタイムジャンボ→まんがタイムスペシャル）
  - まんがタイムコミックスより全2巻
- エン女医あきら先生（まんがタイムジャンボ、まんがタイムスペシャル）
  - まんがタイムコミックスより全11巻＋オールカラー版1巻
- スランプ占いのぞみさん（まんがタイムファミリー、まんがタイムポップ（廃刊））
  - まんがタイムコミックスより全1巻
  - 2007年6月22日発行 ISBN 978-4-8322-6546-2
- おひまで署（まんがタイムラブリー）
  - まんがタイム1993年12月号ゲスト『おハギとノンベエ おヒマで署〜!!』を改題